# Grimberg (Odenthal)
Grimberg ist ein Ortsteil in Oberodenthal in der Gemeinde Odenthal im Rheinisch-Bergischen Kreis. Er liegt an der Neschener Straße östlich von Altenberg.

## Geschichte
Am 10. Oktober 1344 wird in Grimberg (auch Hainbergsgut oder Hainbacherhof  genannt) eine Schmiede erwähnt, die dem „Schmied Konrad von Grimberg“ (de Gryntberg) zugeschrieben wurde. Daneben gab es einen Hof, der laut Urkunde vom 1. November 1352 von den Eheleuten „Gobelinus Herzoge und Frau Nanna“ als Erbe dem Kloster Altenberg als Sicherheit für die Zahlung einer Erbrente verpfändet wurde. Eine weitere Urkunde vom 21. Januar 1358 belegt eine Hofstelle der Eheleute „Everharf, genannt Gertruds Sohn up dem Grintberghe und dessen Frau Bela“. Folglich gab es zu dieser Zeit bereits mehrere Hofstellen in Grimberg.
Aus einer erhaltenen Steuerliste von 1586 geht hervor, dass die Ortschaft Teil der Honschaft Breidbach im Kirchspiel Odenthal war.
Die Topographia Ducatus Montani des Erich Philipp Ploennies, Blatt Amt Miselohe, belegt, dass der Wohnplatz 1715 als Freyhof kategorisiert wurde und mit Grümberg bezeichnet wurde Carl Friedrich von Wiebeking benennt die Hofschaft auf seiner Charte des Herzogthums Berg 1789 als Grimberg. Aus ihr geht hervor, dass Grimberg zu dieser Zeit Teil von Oberodenthal in der Herrschaft Odenthal war.
Unter der französischen Verwaltung zwischen 1806 und 1813 wurde die Herrschaft aufgelöst und Grimberg wurde politisch der Mairie Odenthal im Kanton Bensberg zugeordnet. 1816 wandelten die Preußen die Mairie zur Bürgermeisterei Odenthal im Kreis Mülheim am Rhein.
Der Ort ist auf der Topographischen Aufnahme der Rheinlande von 1824, auf der Preußischen Uraufnahme von 1840 und auf der Preußischen Neuaufnahme von 1892 als Klein Grimberg verzeichnet. Später ist er auf Messtischblättern regelmäßig als Grimberg verzeichnet.
| Jahr | Einwohner | Wohn- gebäude | Kategorie             | Bemerkung           |
| ---- | --------- | ------------- | --------------------- | ------------------- |
| 1822 | 101       |               | Ackergüter            |                     |
| 1830 | 128       |               | Ackergut              |                     |
| 1845 | 129       | 27            | Kotten und Ackergüter |                     |
| 1871 | 118       | 24            | Weiler                | gen. Klein-Grimberg |
| 1885 | 106       | 25            | Ortschaft             | gen. Klein Grimberg |
| 1895 | 84        | 18            | Ortschaft             | gen. Klein Grimberg |
| 1905 | 77        | 14            | Ortschaft             |                     |